# Ubbi Dubbi
El Ubbi Dubbi es un juego lingüístico que se habla utilizando la lengua inglesa. Originario de América en el siglo XVII, fue popularizado por el programa infantil Zoom, de la PBS, entre 1972 y 1978. Cuando Zoom se reestrenó en PBS en 1999, el Ubbi Dubbi volvió a formar parte del programa. Algunas variantes de Ubbi Dubbi son Obbish, Ob, Ib, Arpy Darpy e Iz.

## Reglas
El Ubbi Dubbi funciona añadiendo -ub-  /ʌb/ antes de cada sonido vocálico de una sílaba (es decir, insertando [ˈʌb] después de cada inicio de sílaba). El acento recae en el "ub" de la sílaba acentuada en la palabra original. En la palabra "hello", por ejemplo, que está acentuada en la sílaba "-lo", el acento recae en el "lub" de "hubellubo".
El método de añadir "ub" antes de cada sonido vocálico se ha descrito como "infijación iterativa".

## Ejemplos
- Good day (buenos días) → "Gubood dubay"
- Speak (habla) → "spubeak"  /ˈspʌbiːk/
- Hello (hola) → "hubellubo"  /ˌhʌbəˈlʌboʊ/
- Extra → "ubextruba"  /ˈʌbɛksˌtrʌbə/
- Hubba Bubba bubblegum (chicle Hubba Bubba) → "Hububbuba Bububbuba bububblegubum"
- Mississippi → "Mubissubissubippubi"
- Ubbi Dubbi → "Ububbubi Dububbubi"
- Zoom → "Zuboom"
- Subaru → "Subububarubu"
- Hi, how are you? (hola, ¿cómo estás?) → "Hubi, hubow ubare yubou?"
- We need to get to Plantation Road on time (tenemos que llegar a tiempo a Plantation Road) → "Wube nubeed tuboo gubet tuboo Plubantubashubon Ruboad ubon tubime"
- All human beings are born free and equal in dignity and rights. They are endowed with reason and conscience and should act towards one another in a spirit of brotherhood (todos los seres humanos nacen libres e iguales en dignidad y derechos y, dotados como están de razón y conciencia, deben comportarse fraternalmente los unos con los otros) → "Uball hubumuban bubeubings ubare buborn frubee uband ubeq-wub-al ubin dubignubituby uband rubights. Thubey ubare ubendubowed wubith rubeasubon uband cubonscubience uband shubould ubact tubowubards w-ub-on ubanubothuber ubin uba spubirubit ubof brubothuberhubood"

## Usos
Ubbi Dubbi también fue popularizado como el modo de hablar característico del personaje de dibujos animados Mushmouth de la serie El gordo Alberto y la pandilla Cosby, con la voz de Bill Cosby. Cosby también utilizó esta variación del habla en su famoso monólogo "Dentista" para ilustrar los efectos de una dosis de novocaína.
Se utilizó en el episodio "Mentalo Case" de la serie de televisión The King Of Queens, entre el personaje Spence Olchin (Patton Oswalt) y un vendedor en una convención de juguetes.
También se utilizó entre Penny y Amy en el episodio 7 de la temporada 10 de The Big Bang Theory como medio de mantener una conversación secreta, para contrarrestar el uso del klingon por parte de Sheldon y Leonard.
En el videojuego Rayman Origins, el Soñador de Burbujas habla Ubbi Dubbi.